# 목동 (서울)
목동(木洞)은 서울특별시 양천구의 법정동이다. 양천구의 동북쪽에 있다. 남쪽으로는 신정동, 북서쪽으로는 강서구 염창동, 동쪽으로는 영등포구 양평동과 접하며, 행정동으로는 목1동, 목2동, 목3동, 목4동, 목5동 등이 있다.

## 명칭 유래
조선시대에는 나무가 많은 침수지대로 말을 방목하는 목장으로 이용되어 牧洞(목동)이라 불리던 것이 현재는 木洞(목동)으로 변형되었다.

## 목동 신시가지 개발
- 안양천에 제방이 생기기 전까지는 물이 자주 넘치는 땅이었으나, 목동 신시가지 아파트 조성 계획에 의해 제방이 생기면서 물이 넘치지 않게 되었다.
- 목동 신시가지 아파트 조성 계획으로 목동 신시가지 아파트 단지 등이 건립되면서 급속히 개발이 시작되어서 목동은 개발 이전과 비교하여 크게 부흥하였다.

## 문화
- 목동은 교육중심지로 대치동에 이은 대한민국 사교육 2번지로 유명하다.
- KBO 리그 넥센 히어로즈의 前 홈구장인 목동 야구장이 자리잡고 있다. 그러나 넥센 히어로즈가 홈구장을 고척 스카이돔으로 옮겨서 현재는 빈 상태다.
- 2004년, 지상파 상업 방송사인 SBS 본사는 여의도 구사옥에서 목1동에 위치한 SBS 방송 센터(신사옥)가 완공된 후 이전했다.

## 교통
- 지하철은 5호선 오목교역과 목동역, 9호선 신목동역과 염창역, 등촌역이 있다.

## 대표 시설
- 현대백화점 목동점
- SBS 본사 (SBS 방송 센터)
- 목동종합운동장
- 목동 하이페리온
- 목동 트라팰리스
- 목동역
- 신목동역
- 오목교역
- 목동 로데오거리
- 목동 파리공원
- 목동동로
- 목동서로
- 방송통신심의위원회

## 교육
- 서울신서초등학교
- 서울경인초등학교
- 서울목원초등학교
- 서울목운초등학교
- 서울서정초등학교
- 서울양화초등학교
- 서울영도초등학교
- 서울월촌초등학교
- 서울정목초등학교
- 신서중학교
- 목운중학교
- 신목중학교
- 양동중학교
- 양정중학교
- 월촌중학교
- 강서고등학교
- 신목고등학교
- 양정고등학교
- 진명여자고등학교
- 한가람고등학교
- 신서고등학교
- 한국방송통신대학교 서울남부학습센터

## 사진

구 목5동주민센터 (목동동로 375)

## 아파트
| 단지명                   | 건설사       | 시행사                    | 주소                       | 입주        | 비고             |
| ------------------------ | ------------ | ------------------------- | -------------------------- | ----------- | ---------------- |
| 목동 롯데캐슬 위너       | 롯데건설     | 동신아파트 재건축조합     | 양천구 목동중앙북로 38     | 2005년 6월  | 목동동신 재건축  |
| 목동 롯데캐슬 마에스트로 | 롯데건설     | 목제1주택건축정비사업조합 | 양천구 목동중앙북로8길 71  | 2019년 4월  | 목동1구역 재개발 |
| 목동 아이파크            | 현대산업개발 | 현대산업개발              | 양천구 목동로 230          | 2003년 6월  |                  |
| 목동현대 1차             | 현대건설     | 목동연합주택조합          | 양천구 목동동로 240        | 1997년 12월 |                  |
| 목동 e편한세상           | 삼호㈜       | ㈜테바건설                |                            | 2006년 5월  |                  |
| 목동 금호베스트빌        | 금호산업     |                           | 양천구 목동중앙북로8길 111 | 2002년 3월  |                  |
| 목동 금호어울림          | 금호산업     | 목동황제 재건축조합       | 양천구 목동중앙서로 37     | 2004년 11월 | 목동황제 재건축  |
| 목동 대원칸타빌 2단지    | ㈜대원       |                           |                            |             |                  |